# Polling Anak-Anak
Polling Anak-Anak is een bestuurslaag in het regentschap Dairi van de provincie Noord-Sumatra, Indonesië. Polling Anak-Anak telt 735 inwoners (volkstelling 2010).